# Natalja Lavrinenko
Natalja Lavrinenko, född den 30 mars 1977 i Krytjaŭ i Vitryssland, är en vitrysk roddare.
Hon tog OS-brons i åtta med styrman i samband med de olympiska roddtävlingarna 1996 i Atlanta.